# Unité hospitalière spécialement aménagée
Ne doit pas être confondu avec Unité hospitalière sécurisée interrégionale.
Une unité hospitalière spécialement aménagée (UHSA) est, en France, une unité située au sein d'un établissement public de santé prenant en charge des personnes détenues nécessitant des soins psychiatriques en hospitalisation complète. 

## Histoire
Les unités hospitalières spécialement aménagées ont été instaurées par la loi de programmation et d’orientation de la justice de septembre 2002 (dite loi Perben). Elles viennent compléter le dispositif de soins psychiatriques existant au sein des établissements pénitentiaires avec les services médico-psychologiques régionaux (SMPR).

## Fonctionnement
Les unités hospitalières spécialement aménagées peuvent accueillir des hommes, des femmes et des mineurs, par exception aux principes pénitentiaires de séparation des détenus majeurs et mineurs, femmes et hommes.
Les patients peuvent être accueillis avec leur consentement (hospitalisation libre) ou sur décision du représentant de l’État (le préfet), au vu d’un certificat médical circonstancié (article L.3214-3 du Code de la santé publique).
Les professionnels de santé collaborent au sein des UHSA avec les personnels de l'administration pénitentiaire, qui assurent les transferts des personnes détenues et le contrôle des entrées et des sorties, mais n’est pas présente dans l’unité de soins sauf en cas de demande du personnel soignant.

## Liste des unités hospitalières spécialement aménagées
L’arrêté du 20 juillet 2010 fixe la liste des neuf unités hospitalières spécialement aménagées de la première tranche (soit 440 places) des 17 unités prévues (705 places) :
- Centre hospitalier Le Vinatier à Bron (Rhône), ouverte en mai 2010
- Centre hospitalier Gérard-Marchant à Toulouse (Haute-Garonne), ouverte en janvier 2012
- Centre psycho-thérapeutique de Nancy-Laxou (Meurthe-et-Moselle), ouverte en mars 2012
- Groupe hospitalier Paul-Guiraud à Villejuif (Val-de-Marne), ouverte au premier semestre 2013
- Établissement public de santé mentale du Loiret Georges-Daumézon à Fleury-les-Aubrais (Loiret), ouverte en septembre 2013
- Centre hospitalier Guillaume-Régnier à Rennes (Ille-et-Vilaine), ouverte en septembre 2013
- Centre hospitalier régional universitaire de Lille à Seclin (Nord), ouverte en 2013
- Centre hospitalier Édouard-Toulouse à Marseille (Bouches-du-Rhône), ouverte en février 2018
- Centre hospitalier de Cadillac (Gironde), ouverte en juillet 2016

Dans l’attente de la finalisation du programme des unités hospitalières spécialement aménagées, les hospitalisations complètes des détenus au sein des établissements de santé autorisés en psychiatrie demeurent possibles.